# Wierch Lubania
Wierch Lubania – polana na Lubaniu w Gorcach. Mapa Geoportalu podaje nazwę Lubień, jednak we wszystkich wcześniejszych źródłach nazwa ta brzmi Wierch Lubania.
Polana znajduje się na wysokości 1180–1200 m n.p.m., pomiędzy dwoma wierzchołkami Lubania (Lubań i Średni Groń), na dość sporym, płaskim terenie. Dawniej był na niej staw, jeszcze w latach 70. XX wieku po większych ulewach tworzył się tutaj okresowy zbiornik wodny. Dawniej polana była wypasana, od lat 60. XX wieku czynna jest na niej w miesiącach lipiec–sierpień Studencka Baza Namiotowa Lubań, przez cały zaś rok można skorzystać w razie potrzeby ze schronienia z należącej do bazy wiaty. Na południowych obrzeżach polany znajdują się duże, zbudowane z piaskowca magurskiego głazy zwane Samorodami, a przy nich ruiny wybudowanego w latach 1936–1939 przez Tatrzańskie Towarzystwo Narciarzy, a spalonego w 1944 przez Niemców schroniska turystycznego. W pobliżu krzyż upamiętniający śmierć zabitych wtedy 2 partyzantów. Poniżej Samorodów, na południowych stokach, przy niebieskim i zielonym szlaku turystycznym znajduje się źródło wody zdatnej do picia. W pobliżu, na polanie Wyrobki (Wyrobki), znajdują się też ruiny kamiennych fundamentów bacówki, wybudowanej w 1973-1974, a doszczętnie spalonej w 1978.
Od zachodniej strony, na niższym, odkrytym i widokowym wierzchołku Lubania (1211 m) znajduje się ołtarz polowy z tablicą upamiętniającą górskie wędrówki Karola Wojtyły, który wielokrotnie bywał w Gorcach. Na niewielkim tarasie po południowej stronie polany zamontowano dużą tablicę informacyjną z opisem Lubania. Krzyżują się tutaj 3 szlaki turystyczne.
W 2015 r. na zachodnim szczycie Lubania oddano do użytku wieżę widokową na Lubaniu.
Polana znajduje się w granicach wsi Krośnica w województwie małopolskim, w powiecie nowotarskim, w gminie Krościenko nad Dunajcem.

## Szlaki turystyczne
Główny Szlak Beskidzki na odcinku Krościenko – Knurowska Przełęcz:
- z Krościenka przez Marszałek 3:10 h, ↓ 2:10 h
- z Przełęczy Knurowskiej przez Runek 3:35 h, ↓ 3:10 h

 fragment szlaku Tarnów – Wielki Rogacz:
- z Ochotnicy Dolnej 2:15 h, ↓ 1:30 h
- z przełęczy Snozka 2:05 h, ↓ 1:40 h

 szlak Ochotnica Dolna – Grywałd:
- z Ochotnicy Dolnej 2:30 h, ↓ 1:35 h
- z Grywałdu 2:10 h, ↓ 1:20 h

 szlak Tylmanowa – Lubań (Średni Groń):
- z Tylmanowej 2:15 h, ↓ 1:15 h.

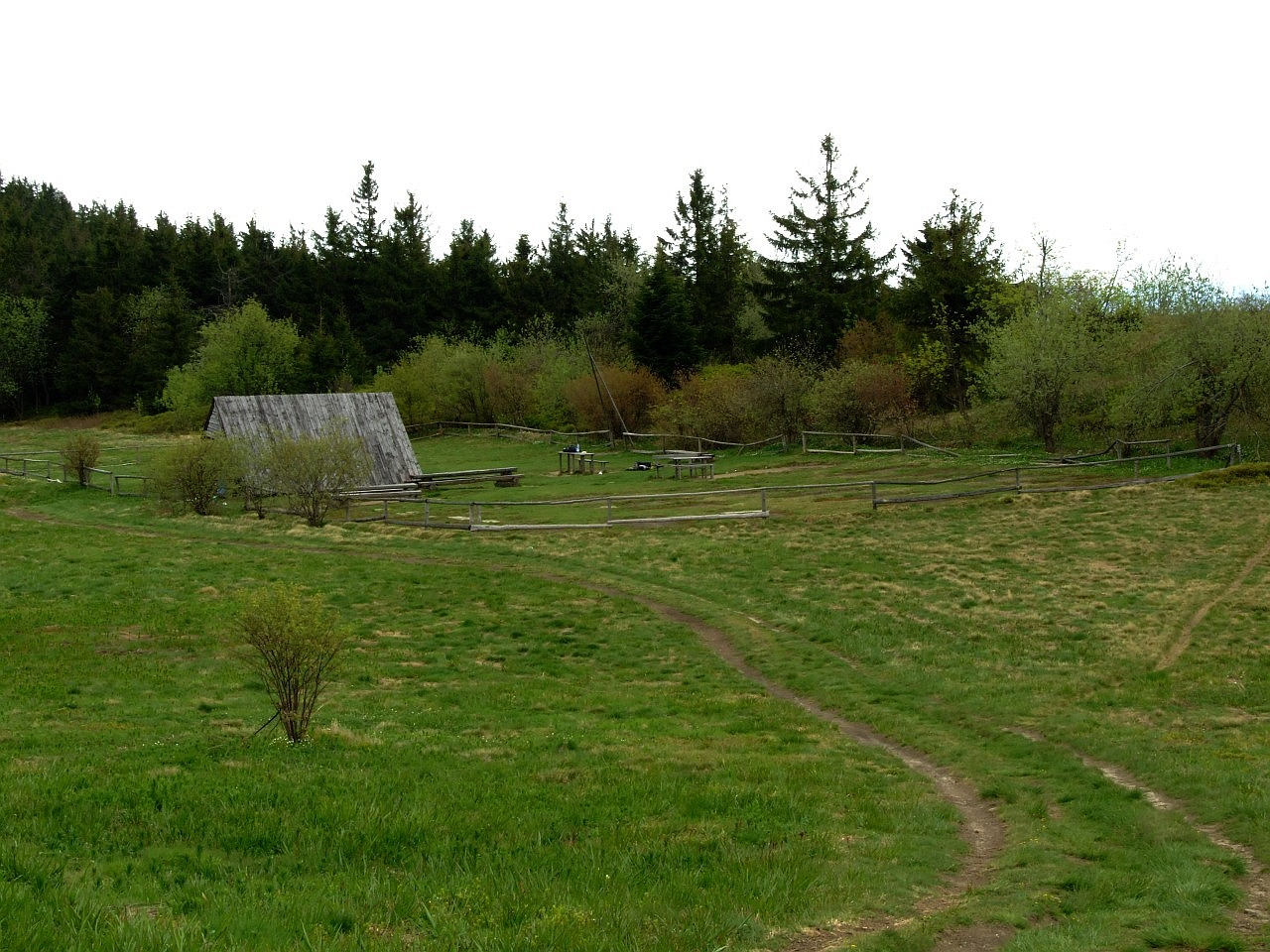
Polana wiosną
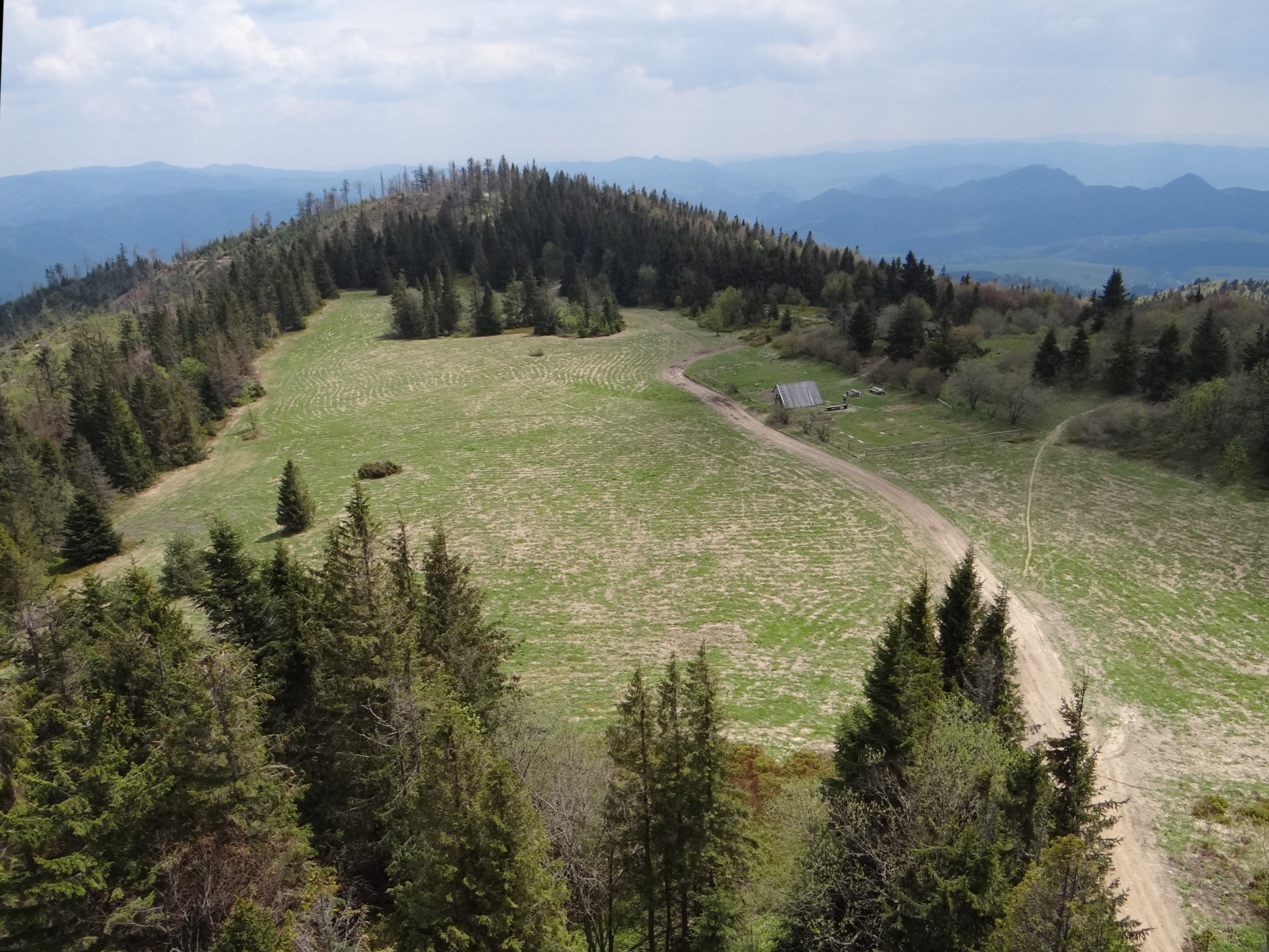
Widok z wieży widokowej na Lubaniu
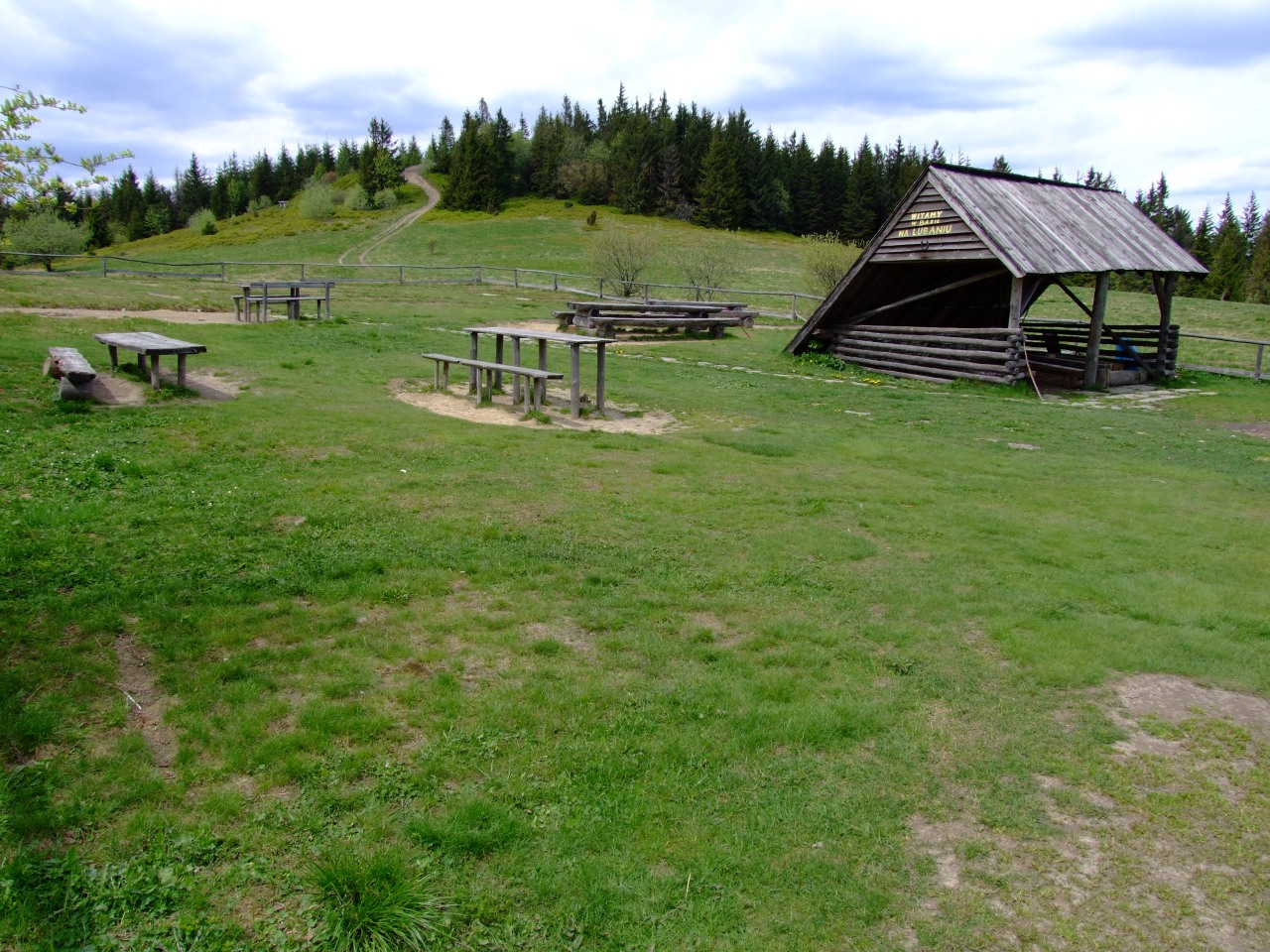
Studencka baza przed sezonem
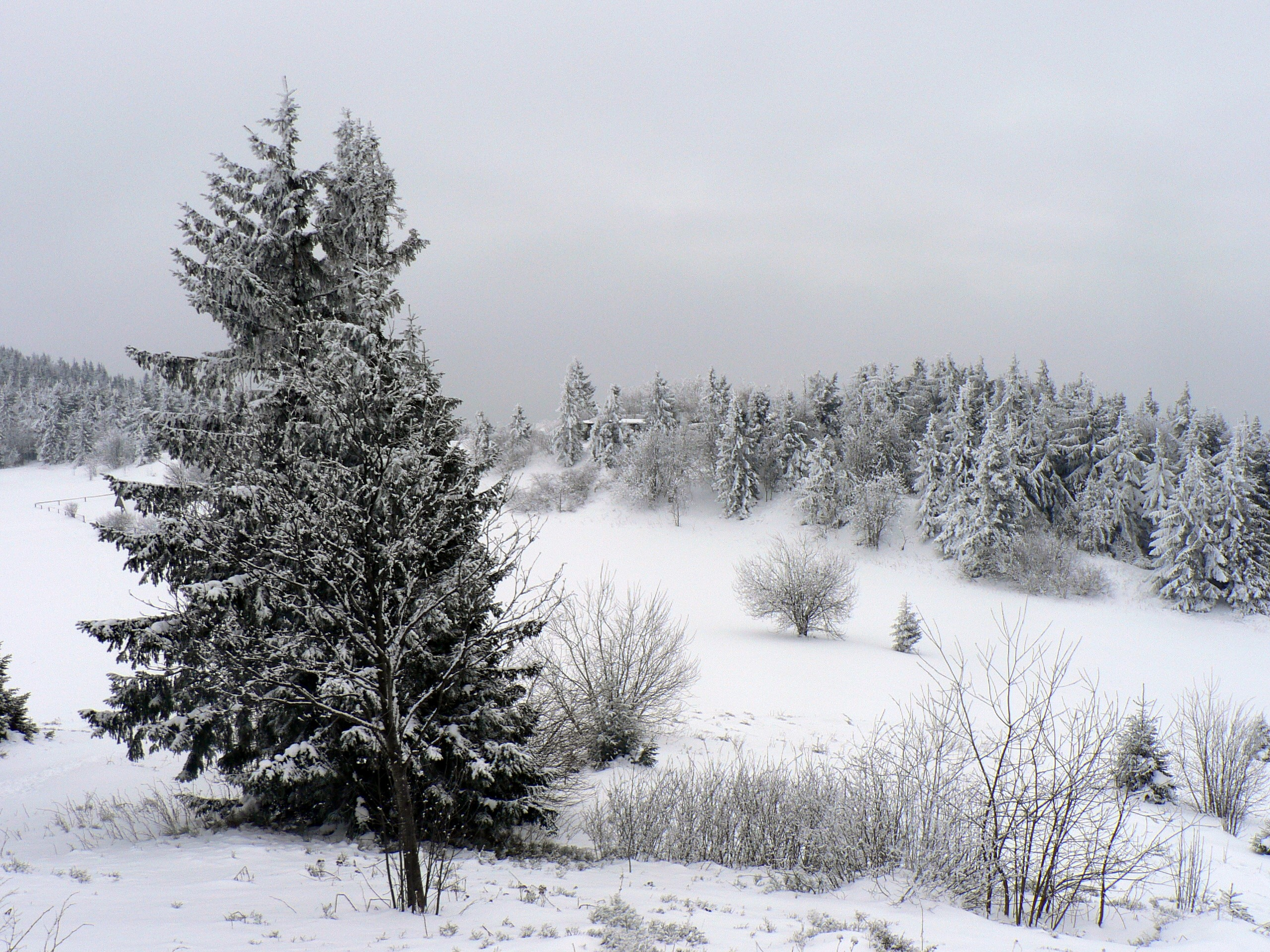
Polana zimą